# Breed dubbeltandmos
Breed dubbeltandmos (Didymodon luridus) is een soort uit het geslacht dubbeltandmos (Didymodon). Het komt voor op steen.

## Kenmerken
Breed dubbeltandmos vormt lage, losse of dichte, bruingroene tot olijfgroene of donkergroene gazons. De weinige vertakte stengels zijn tot ongeveer 2 centimeter hoog en hebben een kleine centrale streng in dwarsdoorsnede.
De bladeren staan rechtop als ze vochtig zijn, droog en licht gebogen. Ze zijn hol, driehoekig eivormig tot eivormig, met hele randen en versmald tot aan de stompe of puntige punt van het blad. In het onderste deel van het blad zijn de randen naar achteren gebogen. De sterke bladnerf met korte zeshoekige cellen aan de bovenzijde eindigt in of onder de bladpunt.
De dikwandige bladcellen zijn kort rechthoekig tot vierkant aan de basis, afgerond vierkant in het bovenste deel van het blad, glad of bijna glad en 6 tot 10 micrometer groot.
De soort is tweehuizig. De rode seta draagt een elliptische tot cilindrische, rechtopstaande sporenkapsel met een snavelvormige operculum en korte en rechtopstaande peristome tanden. De gladde of vrijwel gladde sporen zijn 10 tot 16 micrometer groot.
Breed dubbeltandmos wijkt van andere dubbeltandmossen af door de relatief korte en brede blaadjes. Rotsdubbeltandmos (Didymodon cordatus) heeft ook zulke blaadjes, maar onderscheidt zich door een teruggerolde bladrand, zeer krachtige bladnerf en de aanwezigheid van broedkorrels in de bladoksels.

## Ecologie
Breed dubbeltandmos is een plant van kalkhoudende stenen en oude muren.

## Verspreiding
Breed dubbeltandmos is een thermofiel, sub-mediterraan bloemenelement en is vooral wijdverspreid in de zuidelijke, westelijke en centrale delen van Europa. De noordelijke verspreidingsgrens ligt in Ierland, Schotland en Zuid-Zweden; in het oosten komt het nog steeds voor in de Kaukasus. Er zijn nog meer gevallen in Zuidwest-, Midden-, Noordoost- en Oost-Azië, in Macaronesië, in Noord-Afrika en tropisch Afrika, evenals in Noord- en Midden-Amerika.
In Duitsland, Oostenrijk en Zwitserland zijn de belangrijkste verspreidingsgebieden de vlakke en heuvelachtige gebieden, evenals de grote riviervalleien.
In Nederland is breed dubbeltandmos vrij algemeen. Het zwaartepunt ligt in het rivierengebied. Maar ook in Zuid-Limburg en de duinen is de soort veel aangetroffen. De intensief onderzochte gebieden in Zuidoost-Brabant, Friesland en Rotterdam laten ook veel vondsten zien.

## Foto's

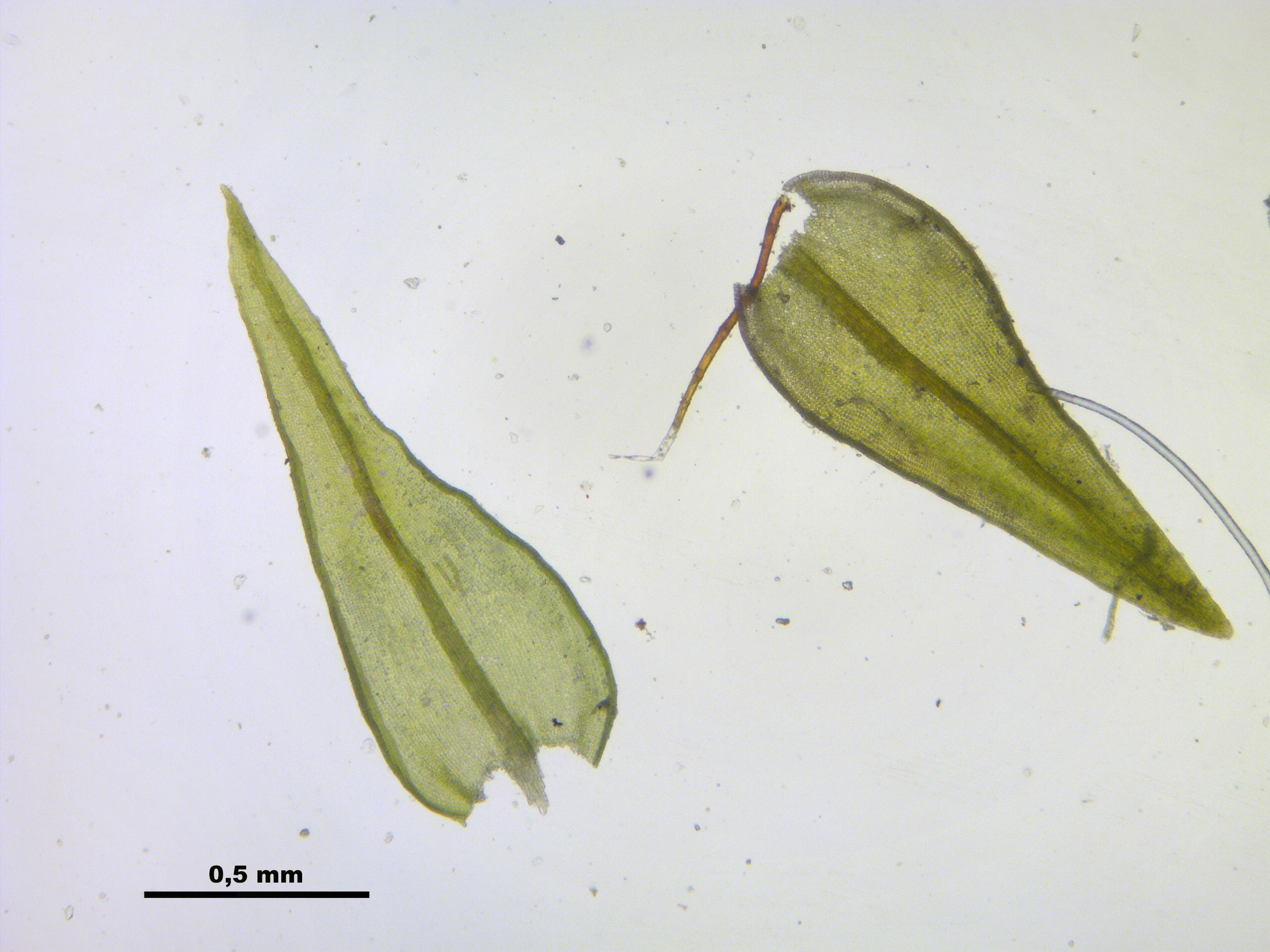
Bladeren
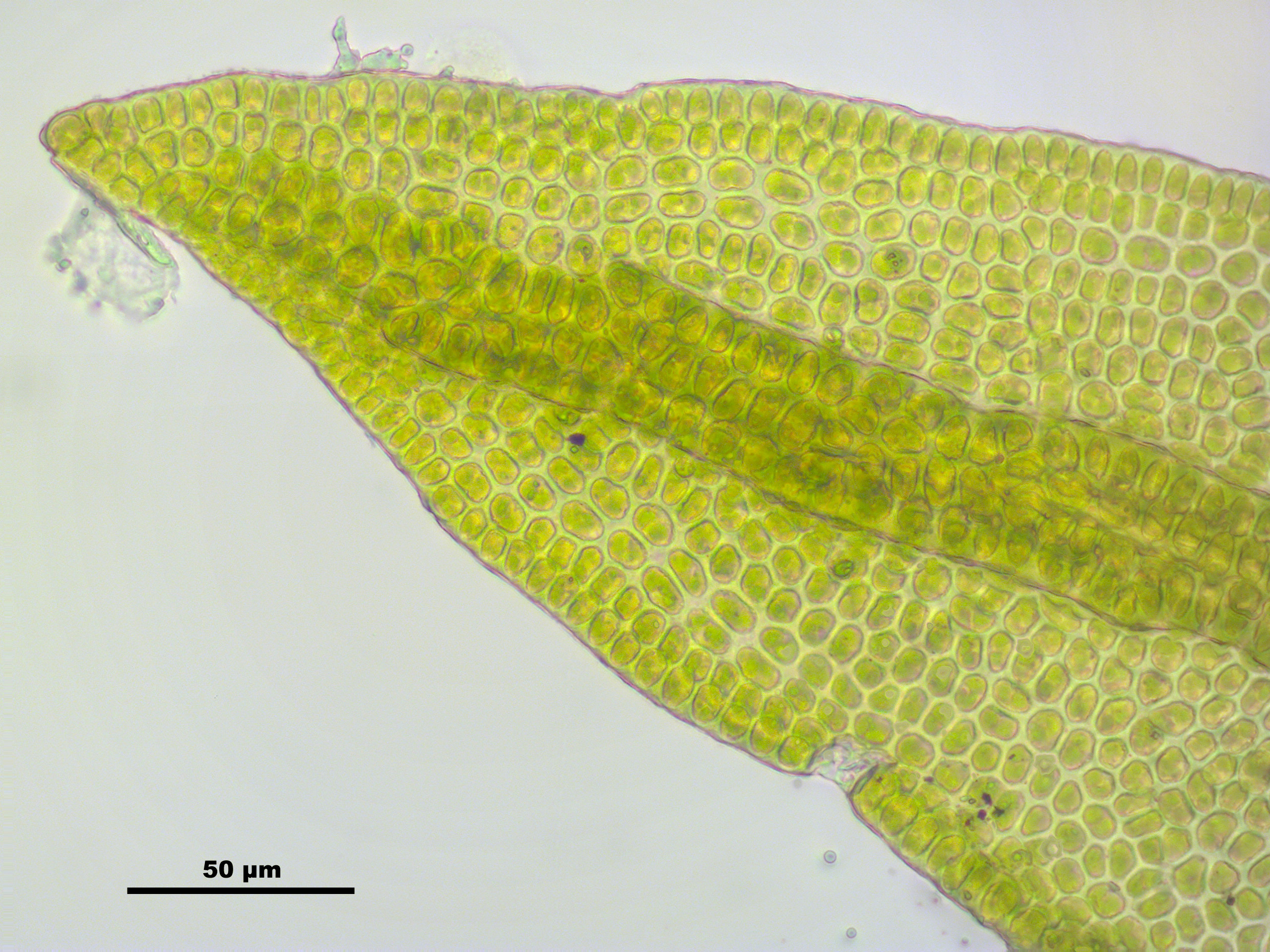
Bladtop
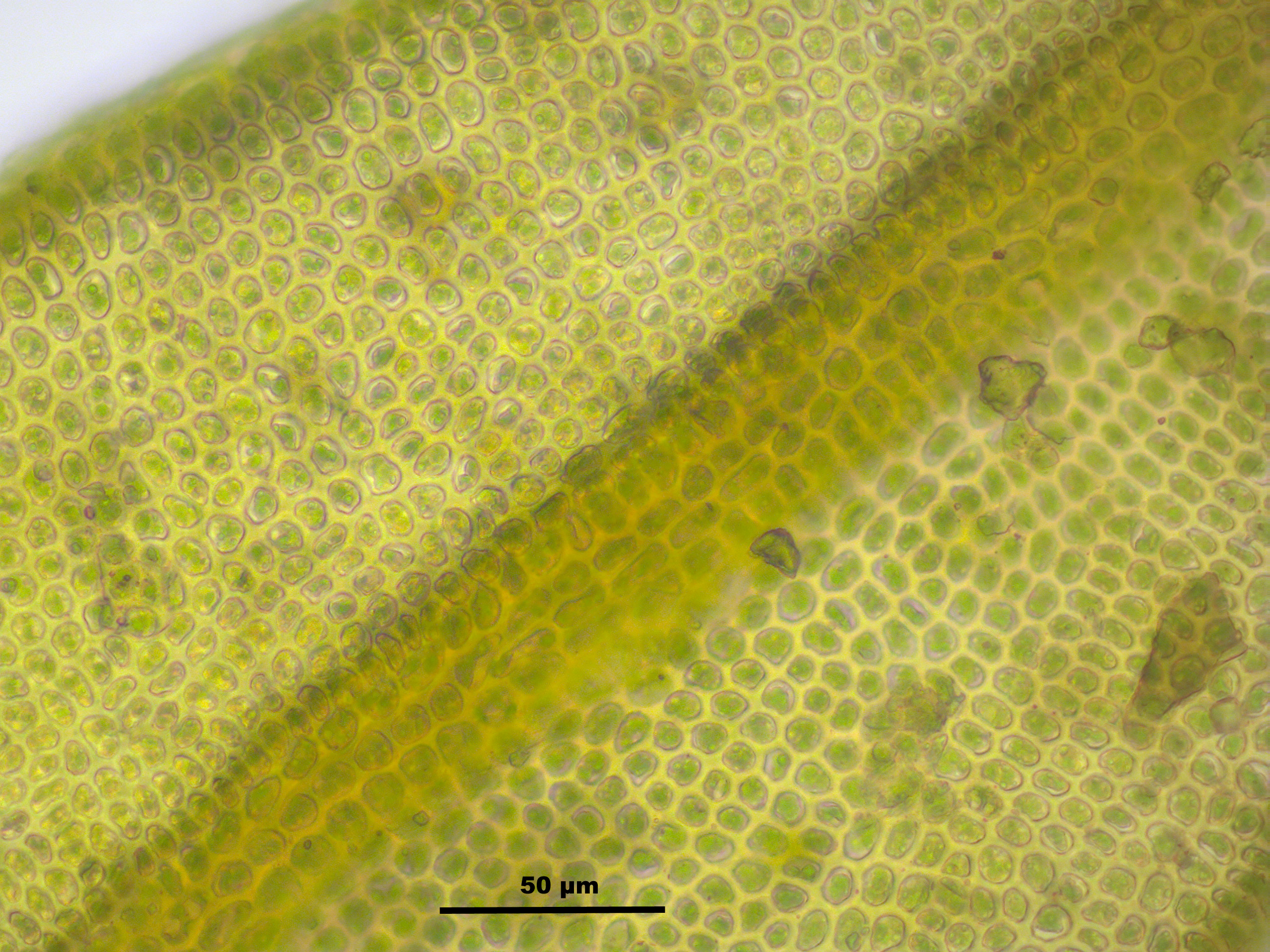
Bladcellen
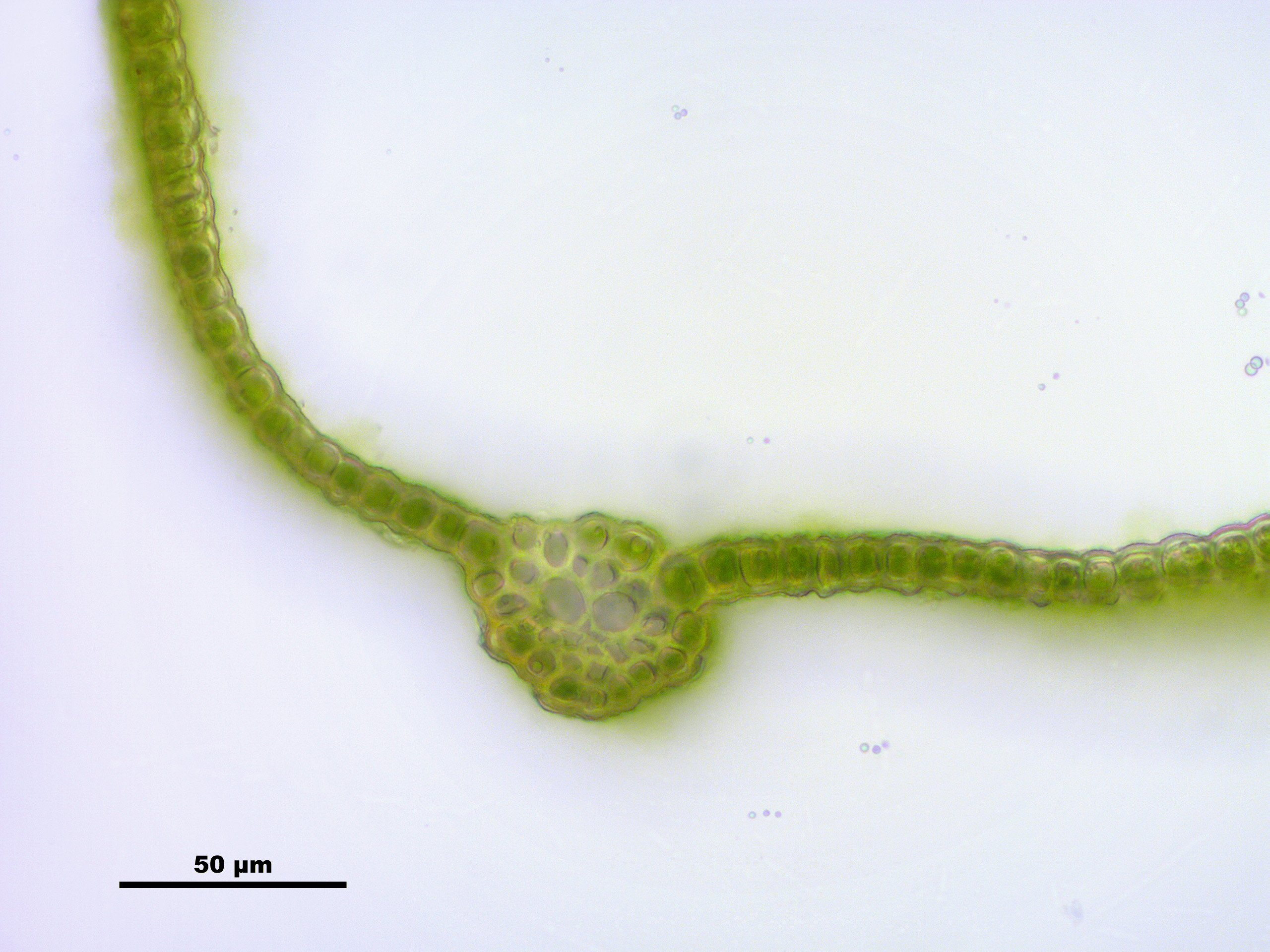
Doorsnede blad
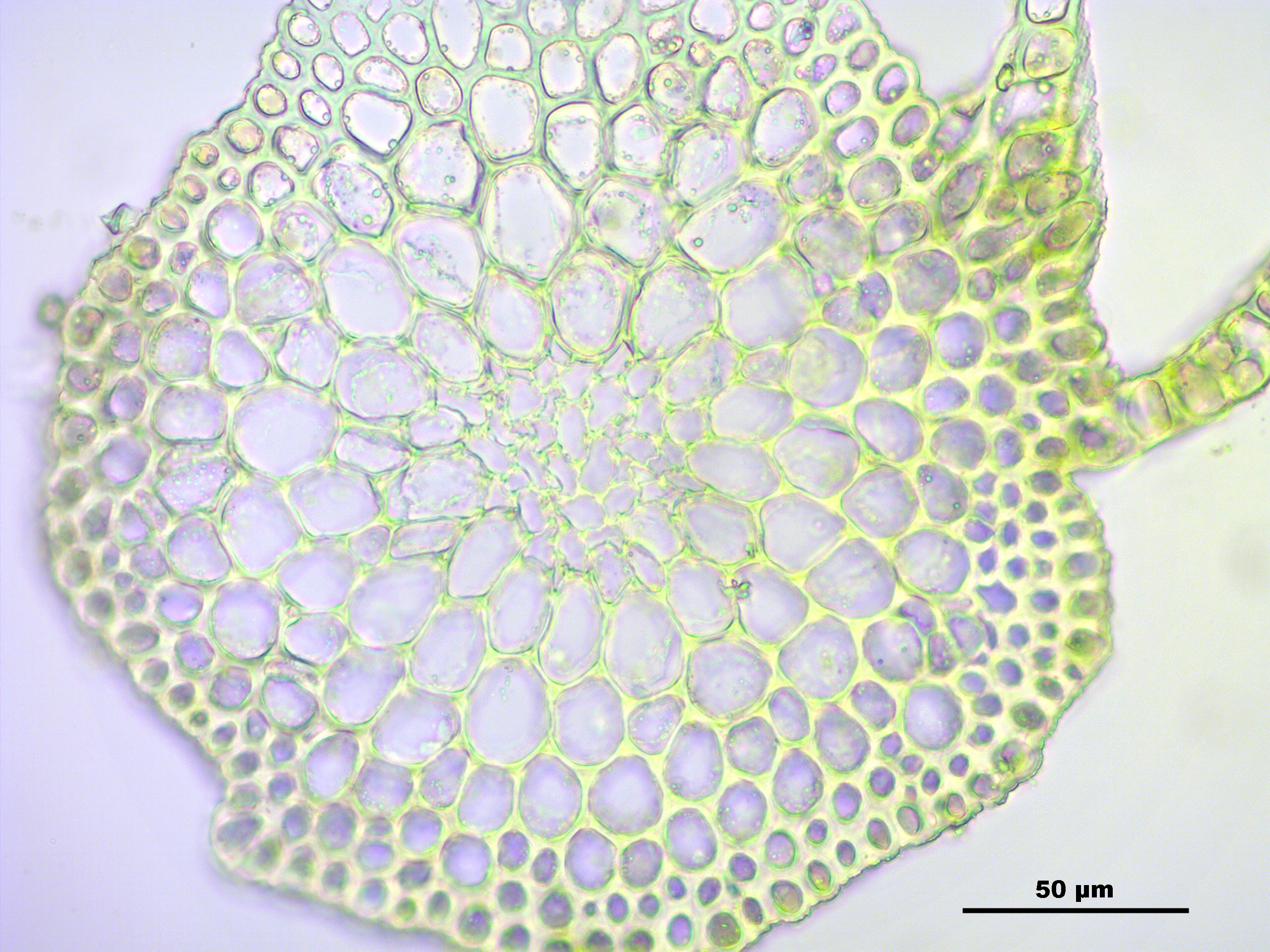
Doorsnede stengel